# واقعية تقدمية
الواقعية التقدمية (بالإنجليزية: Progressive realism)‏، هي نموذج السياسة الخارجية الأمريكية، الذي اشتهر إلى حد كبير من قبل روبرت رايت في عام 2006، والتي تركز على تحقيق نتائج قابلة للقياس، في السعي لتحقيق أهداف مدعومة على نطاق واسع. حيث أنها تدعم مؤسسات دولية أقوى، والتجارة الحرة، والمصالح الوطنية للولايات المتحدة.
تقف معتقدات الواقعيين التقدميين في تناقض صارخ مع معتقدات المحافظين الجدد. فعلى عكس المحافظين الجدد، يسلط الواقعيون التقدميون الضوء على أهمية المشاركة القوية في الأمم المتحدة، والالتزام بالقانون الدولي. وهم يشعرون أن الترابط الاقتصادي، والبيئة والأمن العالمي يجعل الحوكمة الدولية تخدم المصلحة الوطنية.
تؤكد السياسة، على الحاجة إلى تحويل القوة العسكرية "الصارمة"، والقوة الجذابة "الناعمة" إلى قوة ذكية.